# エッちゃん
「エッちゃん」は、増山江威子、並びに熊倉一雄のシングル。1971年9月10日に日本コロムビアから発売された。型番はSCS-134。

## 解説
表題曲「エッちゃん」は、テレビアニメ『さるとびエッちゃん』のオープニングテーマとして使用された。カップリングには、熊倉一雄が歌う同作エンディングテーマ「エッちゃんが好きや」が収録されている。なお、同時期発売のソノシート（AM-21）にも同じ2曲が収録されている。
増山江威子は、1960年代から1970年代にかけ、宇野誠一郎が音楽を担当した作品に声優として出演する際に、劇中歌やキャラクターソングを歌うことが多かった。ただし、『さるとびエッちゃん』には声優としては参加していない。
作詞の山元護久は、『ひょっこりひょうたん島』などで作曲の宇野とは度々関わるものの、その大半は井上ひさしとの共作であり、単独は自身が脚本も手掛けたアニメ映画『アリババと40匹の盗賊』（1971年7月公開）以来である。

## 収録曲
（全作詞：山元護久、作曲：宇野誠一郎）
1. エッちゃん
歌：増山江威子
  - テレビアニメ『さるとびエッちゃん』オープニングテーマ。
2. エッちゃんが好きや
歌：熊倉一雄
  - テレビアニメ『さるとびエッちゃん』エンディングテーマ。